# Hans Hedtofts bisættelse
Hans Hedtofts bisættelse er en dansk dokumentarfilm fra 1955, der er instrueret af Ingolf Boisen.

## Handling
Modtagelsen af Hans Hedtofts båre 30. januar 1955, bisættelseshøjtideligheden i København 6. februar 1955, kørsel fra Rådhushallen til Bispebjerg. Udsnit af taler ved: stats- og udenrigsminister H.C. Hansen, statsministrene Tage Erlander, Einar Gerhardsen og V. Kekkonen samt altingspræsident Sigurdur, sekretær Julius Braunthal og Bjarne Hedtoft.